# Архиепархия Ибаге

Герб архиепархии Ибаге

Архиепархия Ибаге (лат.  Archidioecesis Ibaguensis) — архиепархия Римско-Католической церкви с центром в городе Ибаге. Архиепархия Ибаге распространяет свою юрисдикцию на часть территории департамента Толима. В митрополию Ибаге входят епархии Либано-Хонды, Флоренсии, Гарсона, Нейвы, Эспиналя. Кафедральным собором архиепархии Попаяна является церковь Успения Пресвятой Девы Марии.

## История
20 мая 1900 года Святой Престол учредил епархию Ибаге, выделив её из упразднённой епархии Толимы. В этот же день епархия Ибаге вошла в митрополию Попаяна.
18 марта 1957 года епархия Ибаге передала часть своей территории для возведения новой епархии Эспиналя.
4 декабря 1974 года Римский папа Павел VI издал буллу «Quamquam Ecclesiarum», которой возвёл епархию Ибаге в ранг архиепархии.
8 июля 1989 года архиепархия Ибаге передала часть своей территории для образования новых епархий Либано-Хонды.

## Ординарии архиепархии
- епископ Ismael Perdomo Borrero (29.04.1903 — 5.02.1923);
- епископ Pedro María Rodríguez Andrade (10.04.1924 — 17.03.1957);
- епископ Arturo Duque Villegas (17.03.1957 — 7.07.1959) — назначен архиепископом Манисалеса;
- епископ Rubén Isaza Restrepo (2.11.1959 — 3.01.1964);
- архиепископ José Joaquín Flórez Hernández (17.03.1964 — 25.03.1993);
- архиепископ Juan Francisco Sarasti Jaramillo C.I.M.[1] (25.03.1993 — 17.08.2002) — назначен архиепископом Кали;
- архиепископ Flavio Calle Zapata (10.10.2003 — по настоящее время).

## Источник
- Annuario Pontificio, Libreria Editrice Vaticana, Città del Vaticano, 2003, ISBN 88-209-7422-3
- Булла Quamquam Ecclesiarum Архивная копия от 3 марта 2016 на Wayback Machine, AAS 67 (1975), стр. 167  (лат.)